# Idaea quadripunctata
Idaea quadripunctata là một loài bướm đêm trong họ Geometridae.